# Tandem

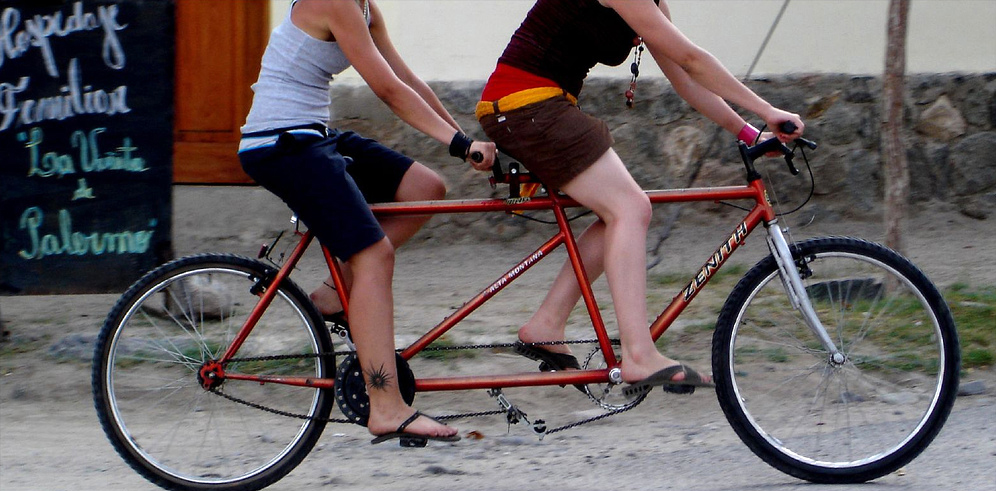
Un tandem

Il tandem è un tipo di bicicletta sulla quale possono pedalare due persone disposte una dietro l'altra.

## Descrizione

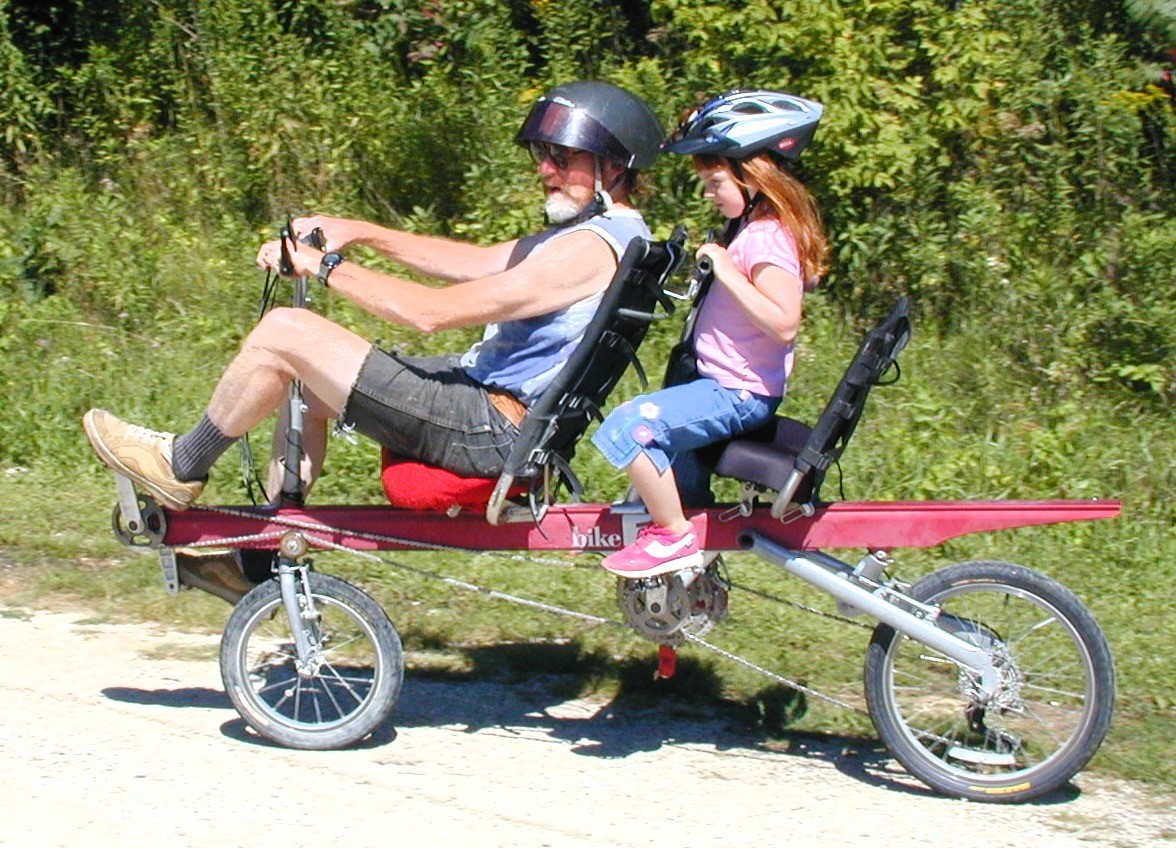
Un tandem "bicicletta reclinata"

Il passeggero anteriore è il guidatore, comanda la direzione ma anche i freni e il cambio.
La trasmissione è diversa dalle comuni biciclette, dovendo trasmettere il moto non da un solo asse ma da due: i due movimenti centrali sono collegati mediante catena e corone (di uguali dimensioni affinché vi sia una cadenza di pedalata sincronizzata) sul lato sinistro, con il passeggero anteriore che ha una pedivella libera sulla destra mentre quello posteriore ha solitamente a destra una moltiplica con due o tre corone a seconda dei casi.
Il tandem implica una certa sincronizzazione nei movimenti fra i due occupanti e anche un loro grado di allenamento analogo, in maniera che lo sforzo sia percepito da entrambi in maniera simile e non vi siano grandi disparità. Tuttavia sono costruiti tandem da passeggio in cui gli occupanti possono essere un uomo ed una donna.
I tandem da due posti sono generalmente lunghi circa 240cm e il peso si aggira sui 15-20kg. Il vantaggio del tandem è di economizzare l'energia necessaria rispetto al trasporto di due persone su due biciclette distinte.
Le competizioni per i tandem erano un tempo svolte in pista, soprattutto nel formato di gare di velocità. L'Italia ha a lungo eccelso in tale specialità sportiva, inserita fino al 1994 nel programma dei Campionati del mondo di ciclismo su pista.

## Aeronautica

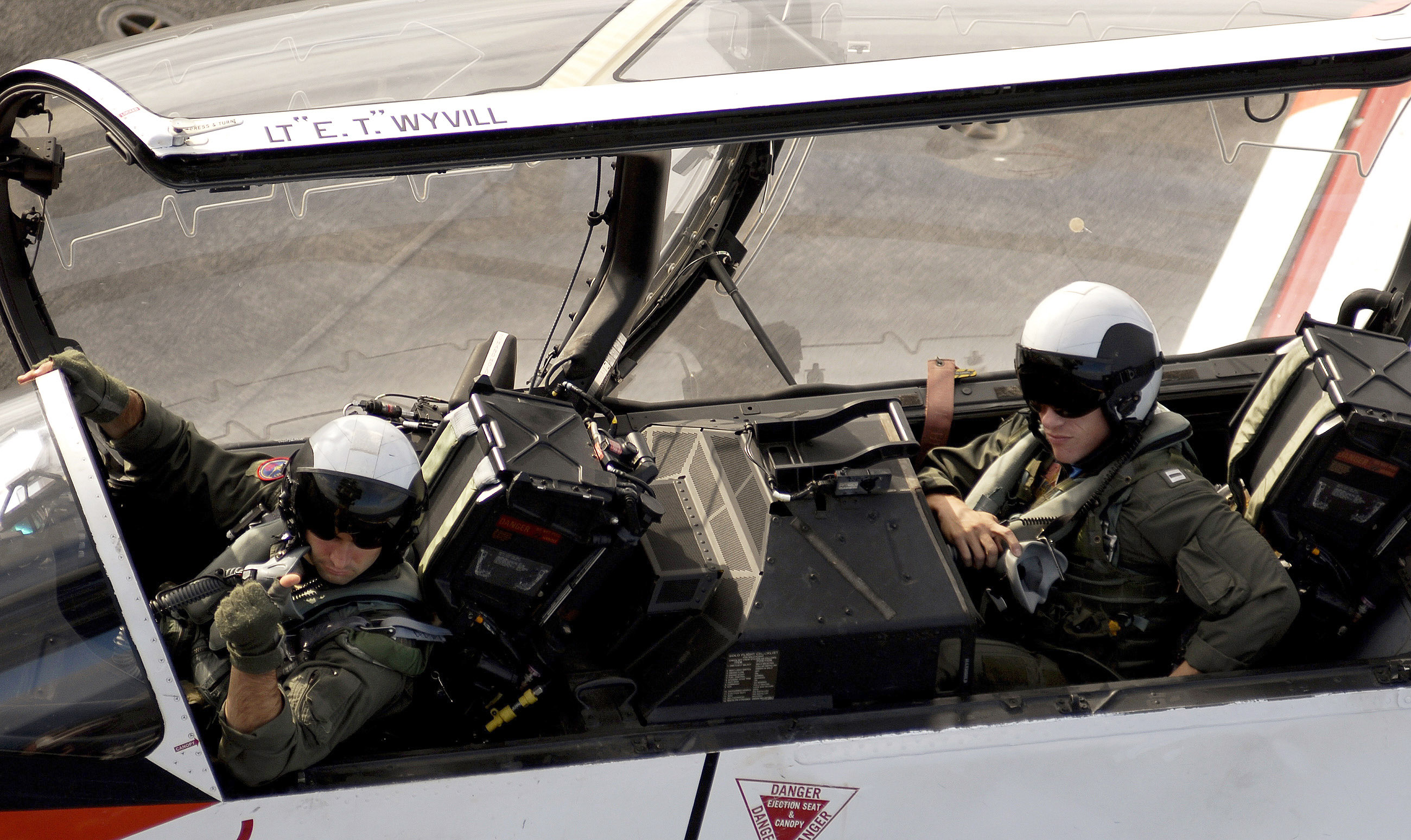
Piloti istruttore e allievo su un aereo McDonnell Douglas T-45 Goshawk.

La disposizione dei sedili in tandem è relativamente comune in aeronautica.

Le  configurazioni a due posti a sedere per addestratore, intercettore notturno e ogni tempo o aereo d'attacco sono pilota e istruttore affiancati o in tandem. Di solito, il pilota è davanti e l'istruttore dietro. Negli elicotteri d'attacco, a volte il pilota si siede dietro con il tiratore di fronte, per una migliore visuale per puntare le armi, in quanto il Bell AH-1 Cobra aveva un cockpit riprogettato tandem con un profilo molto più sottile rispetto al Bell UH-1 Iroquois su cui era basato. Gli aerei d'attacco e gli intercettori ogni tempo utilizzano spesso un secondo membro dell'equipaggio per operare con l'avionica, come il radar, o come secondo pilota. Bombardieri come il Convair B-58 Hustler ospitavano tre membri di equipaggio in tandem. Un adattamento ingegneristico comune è quello di allungare la cabina di pilotaggio o la fusoliera per creare un addestratore con posti a sedere in tandem da un aereo monoposto.

## Guinness
Secondo il Guinness dei primati, il record della bicicletta più lunga del mondo fu raggiunto nel 1999 a Ceparana, in provincia della Spezia. Il libro racconta che un mezzo lungo 26 metri e pesante 1.750 chili percorse una distanza di 112,20 metri con 40 persone a bordo.